# Coadjutor
Coadjutor a la religió catòlica és el títol d'un clergue encarregat d'ajudar un bisbe en l'administració d'una diòcesi.
Al dret canònic, el coadjutor es distingeix de l'auxiliarius perquè té el dret de successió (cum iure successionis). Avui, és costum de nomenar un coadjutor quan el bisbe titular té qualsevol incapacitat o esdevé massa gran. Normalment el bisbe titulari requereix el nomenament d'un adjutor o d'un auxialiari, però en circumstàncies excepcionals, un papa pot nomenar un coadjutor o auxiliari motu proprio. Segons els reglaments del dret canònic del catolicisme, un coadjutor és un bisbe amb plens drets territorials i li atorguen una diòcesi "in partibus infidelium", que vol dir un territori simbòlic d'una ciutat desapareguda o al territori avui ocupat per a altres monoteismes, de fet sovint a la part actualment musulmana de la conca mediterrània.
Fins a la fi de l'antic règim, allà on l'església catòlica continuava tenint poder polític, el sobirans van pesar damunt les decisions papals, com, per exemple, ho va fer Maximilià I al segle xvii per promoure el seu fidel Corneli de Berghes com a arquebisbe de l'arxidiòcesi de València i després com coadjutor del príncep-bisbe Erard de la Mark al principat de Lieja.